# Wolfram Groddeck
Wolfram Groddeck (* 24. Mai 1949 in Giessen) ist ein schweizerischer germanistischer Literaturwissenschaftler und Editionsphilologe.

## Leben
Wolfram Groddeck studierte an den Universitäten Basel und Berlin Germanistik, Philosophie und Musikwissenschaft und wurde 1979 mit Vorarbeiten zu Band 14 (Entwürfe zur Poetik) der Frankfurter Hölderlin-Ausgabe promoviert, an der er von 1976 bis 1979 mit D. E. Sattler zusammenarbeitete. Danach war Groddeck als Assistent am Deutschen Seminar der Universität Basel tätig, wo er sich 1986 mit einer Arbeit über Nietzsches Dionysos-Dithyramben habilitierte. 1993 folgte seine Ernennung zum Extraordinarius für Textkritik und Rhetorik. Im Jahr 1994 war Groddeck einer der Mitbegründer des Instituts für Textkritik e. V. in Heidelberg. Von 1997 bis 2004 nahm er regelmässige Gastprofessuren an der Johns Hopkins University in Baltimore wahr, 1998 die Max-Kade-Professur in Ann Arbor.
Von 2006 bis zur Emeritierung 2014 lehrte er als Ordinarius an der Universität Zürich neuere deutsche Literaturwissenschaft. Von 2001 bis 2009 war Groddeck Präsident der Robert Walser-Gesellschaft in Zürich. 2004 begann er zusammen mit Barbara von Reibnitz die Kritische Robert Walser-Ausgabe, von der inzwischen knapp die Hälfte der Bände erschienen ist. Daneben hat sich Groddeck weiterhin unter anderem mit Fragen der Editionstheorie, mit Rilke, Gottfried Keller, Heinrich Heine und insbesondere mit Nietzsche (Aufsätze und Vorträge) und mit Hölderlin (wie die Monographie zu Brod und Wein) beschäftigt.
Seit 2018 ist er Vorstandsmitglied der Hölderlin-Gesellschaft.
Wolfram Groddeck ist der Großneffe von Georg Groddeck und hat dessen Werkausgabe u. a. mit KD Wolff im Stroemfeld Verlag initiiert.

## Auszeichnungen
- 2017: Friedrich-Nietzsche-Preis[3]

## Werke (Auswahl)

### Monographien
- Friedrich Nietzsche ‒ „Dionysos-Dithyramben“. De Gruyter, Berlin/New York 1991. Band 1: Friedrich Nietzsche, „Dionysos-Dithyramben“. Textgenetische Edition der Vorstufen und Reinschriften. LVI und 156 Seiten, 144 Faksimiles. Band 2: Die „Dionysos-Dithyramben“. Bedeutung und Entstehung von Nietzsches letztem Werk. XXII und 484 Seiten, ISBN 978-3-11-012195-7.
- Reden über Rhetorik. Zu einer Stilistik des Lesens. Klostermann/Nexus. Frankfurt am Main 2020 (2., durchgesehene Auflage 2008), ISBN 978-3-465-04523-6.
- Hölderlins Elegie „Brod und Wein“ oder „Die Nacht“. Stroemfeld, Frankfurt am Main/Basel 2012 (2., durchgesehene Auflage 2015) (edition TEXT 8), ISBN 978-3-86600-140-4.
- Meine Bemühungen. Aufsätze zu Robert Walser. Schwabe, Basel 2023, ISBN 978-3-7965-4860-4.

### Sammelbände und Zeitschriften
- Physiognomie und Pathognomie. Zur literarischen Darstellung von Individualität. Festschrift für Karl Pestalozzi, hrsg. von Wolfram Groddeck und Ulrich Stadler. De Gruyter, Berlin/New York 1994, ISBN 978-3-11-013716-3.
- Text. Kritische Beiträge. Im Auftrag des Instituts für Textkritik e. V. hrsg. von Roland Reuß, Wolfram Groddeck und Walter Morgenthaler. Stroemfeld: Basel, Frankfurt am Main 1995ff., Hefte 1–15
- Schnittpunkte. Parallelen. Literatur und Literaturwissenschaft im „Schreibraum Basel“. Hrsg. von Wolfram Groddeck und Urs Allemann. Bruckner & Thünker, Basel/Köln 1995, ISBN 978-3-905208-19-1.
- Interpretationen. Gedichte von Rainer Maria Rilke. Hrsg. von Wolfram Groddeck, Reclam, Stuttgart 1999, ISBN 978-3-15-017510-1.
- Textkritik / Editing Literature. MLN. Hrsg. von Wolfram Groddeck, German Issue, April 2002, Vol. 117, No. 3.
- Robert Walsers „Ferne Nähe“. Neue Beiträge zur Forschung. Hrsg. von Wolfram Groddeck, Reto Sorg, Peter Utz und Karl Wagner. Fink Verlag, München 2007 (2. Auflage 2008), ISBN 978-3-7705-4517-9.
- Der Grüne Heinrich. Gottfried Kellers Lebensbuch ‒ neu gelesen. Hrsg. von Wolfram Groddeck. Chronos, Zürich 2009, ISBN 978-3-03-400947-8.
- Schrift und Zeit in Franz Kafkas Oktavheften. Hrsg. von Caspar Battegay, Felix Christen und Wolfram Groddeck. Wallstein, Göttingen 2010, ISBN 978-3-8353-0537-3.
- Tradition als Provokation. Gottfried Keller und Robert Walser. Hrsg. von Ursula Amrein, Wolfram Groddeck, Karl Wagner. Chronos, Zürich 2012, ISBN 978-3-0340-1128-0.

### Editionen
- Friedrich Hölderlin, Sämtliche Werke (Frankfurter Ausgabe), gemeinsam mit D. E. Sattler: Bde. 2, 3, 6 und 14: Verlag Roter Stern, Frankfurt am Main 1976–1979.
- Rainer Maria Rilke: Duineser Elegien, Die Sonette an Orpheus. Nach den Erstdrucken von 1923 kritisch herausgegeben. Reclam, Stuttgart 1997.
- Robert Walser: Kritische Ausgabe sämtlicher Drucke und Manuskripte, gemeinsam mit Barbara von Reibnitz. Schwabe/Stroemfeld, Basel/Frankfurt am Main 2007 ff.